# Liste der Monuments historiques in Illzach
Die Liste der Monuments historiques in Illzach führt die Monuments historiques in der französischen Gemeinde Illzach auf.

## Liste der Objekte
| Bezeichnung                         | Beschreibung                                       | Standort                              | Kennzeichnung | Schutzstatus | Datum | Bild |
| ----------------------------------- | -------------------------------------------------- | ------------------------------------- | ------------- | ------------ | ----- | ---- |
| Grabplatte für Amelia von Diessbach | Sandstein, um 1671                                 | in der protestantischen Kirche (Lage) | PM68001246    | Inscrit      | 1997  |      |
| Glocke                              | Bronze, 1707 von Hans Heinrich Weitenauer gegossen | in der protestantischen Kirche (Lage) | PM68001619    | Inscrit      | 1997  |      |
| Kanzel                              | Eichenholz, 1621 und 1647                          | in der protestantischen Kirche (Lage) | PM68001232    | Inscrit      | 1997  |      |